# Спектрограф

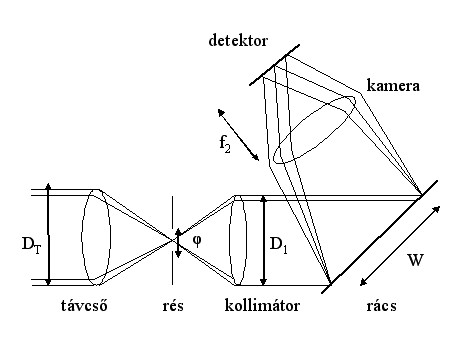
Схема спектрографа

Спектро́граф (від спектр та грец. γραφω — пишу) — спектральний прилад, у якому приймач випромінювання одночасно реєструє весь можливий електромагнітний спектр. Приймачами випромінювання можуть бути фотоматеріали, багатоелементні фотоприймачі (ПЗЗ-матриці або лінійки), електронно-оптичні перетворювачі. Диспергувальна система (система, що поділяє потік випромінювання залежно від довжини хвилі) може бути призмою, дифракційною ґраткою тощо.
Спектрограф застосовують для промислових і наукових досліджень спектру речовин, в астрономічних дослідженнях. Загальновідоме застосування спектрографа в астрономії, в тому числі для пошуку темної матерії.